# Desulfotomaculum putei
Desulfotomaculum putei è una specie di batterio appartenente alla famiglia delle Peptococcaceae.